# صلاة نصف الليل

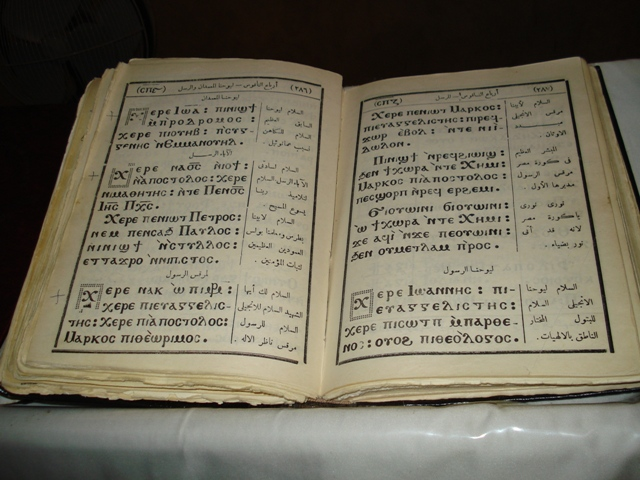
المزامير القبطية

صلاة نصف الليل هي إحدى صلوات الكنيسة القبطية الأرثوذكسية وتتحدث عن المجئ الثاني للسيد المسيح، وتنقسم تلك الصلاة لثلاث خدمات، مثل صلاة السيد المسيح في بُستان جسثيماني

## الخدمة الأولى
رتبت في مناسبة الصلوات الثلات لفادينا في بستان جثسيماني. وكما يقول النبي في المزمور : في نصف الليل نهضت لأشكرك على أحكام عدلك.

### مقدمة كل ساعة
باسم الآب والابن والروح القدس
الإله الواحد آمين.
يا رب ارحم. يا رب ارحم. يا رب بارك. آمين.
المجد للآب والابن والروح القدس الآن وكل أوان وإلى دهر الدهور آمين.
الصلاة الربانية
اللهم اجعلنا مستحقين أن نقول بشكر:
أبانا الذي في السموات. ليتقدس اسمك. ليأت ملكوتك. لتكن مشيئتك. كما في السماء كذلك على الأرض. خبزنا الذي للغد أعطنا اليوم. وأغفر لنا ذنوبنا كما نغفر نحن أيضا للمذنبين إلينا. ولا تدخلنا في تجربة. لكن نجنا من الشرير. بالمسيح يسوع ربنا لأن لك الملك والقوة والمجد إلى الأبد. آمين.

### صلاة الشكر
فلنشكر صانع الخيرات الرحوم الله، أبا ربنا وإلهنا ومخلصنا يسوع المسيح، لأنه سترنا وأعاننا، وحفظنا، وقبلنا إليه وأشفق علينا وعضدنا، وأتى بنا إلى هذه الساعة. هو أيضا فلنسأله أن يحفظنا في هذا اليوم المقدس وكل أيام حياتنا بكل سلام. الضابط الكل الرب إلهنا.
```
أيها السيد الإله ضابط الكل أبو ربنا وإلهنا ومخلصنا يسوع المسيح، نشكرك على كل حال ومن أجل كل حال، وفي كل حال، لأنك سترتنا، وأعنتنا، وحفظتنا، وقبلتنا إليك، وأشفقت علينا، وعضدتنا، وأتيت بنا إلى هذه الساعة.
```

من أجل هذا نسأل ونطلب من صلاحك يا محب البشر، امنحنا أن نكمل هذا اليوم المقدس وكل أيام حياتنا بكل سلام مع خوفك. كل حسد، وكل تجربة وكل فعل الشيطان ومؤامرة الناس الأشرار، وقيام الأعداء الخفيين والظاهريين، انزعها عنا وعن سائر شعبك، وعن موضعك المقدس هذا. أما الصالحات والنافعات فارزقنا إياها. لأنك أنت الذي أعطيتنا السلطان أن ندوس الحيات والعقارب وكل قوة العدو. ولا تدخلنا في تجربة، لكن نجنا من الشرير.
بالنعمة والرأفات ومحبة البشر اللواتي لابنك الوحيد ربنا وإلهنا ومخلصنا يسوع المسيح. هذا الذي من قبله المجد والإكرام والعزة والسجود تليق بك معه مع الروح القدس المحيي المساوي لك الآن وكل أوان وإلى دهر الدهور آمين.

### المزمور الخمسون
ارحمني يا الله كعظيم رحمتك، ومثل كثرة رأفتك تمحو إثمي. اغسلني كثيرا من إثمي ومن خطيتي طهرني، لأني أنا عارف بإثمي وخطيتي أمامي في كل حين. لك وحدك أخطأت، والشر قدامك صنعت. لكي تتبرر في أقوالك. وتغلب إذا حوكمتُ. لأني ها أنذا بالإثم حبل بي، وبالخطايا ولدتني أمي. لأنك هكذا قد أحببت الحق، إذ أوضحت لي غوامض حكمتك ومستوراتها. تنضح على بزوفاك فأطهر، تغسلني فأبيض أكثر من الثلج. تسمعني سرورا وفرحا، فتبتهج عظامي المنسحقة. اصرف وجهك عن خطاياي، وامح كل آثامي. قلبا نقيا اخلق في يا الله، وروحا مستقيما جدده في أحشائي. لا تطرحني من قدام وجهك وروحك القدوس لا تنزعه منى. امنحني بهجة خلاصك، وبروح رئاسي عضدني فأعلم الأثمة طرقك والمنافقون إليك يرجعون، نجني من الدماء يا الله إله خلاصي، فيبتهج لساني بعدلك. يا رب افتح شفتي، فيخبر فمي بتسبيحك. لأنك لو آثرت الذبيحة لكنت الآن أعطي، ولكنك لا تسر بالمحرقات، فالذبيحة لله روح منسحق. القلب المنكسر والمتواضع لا يرذله الله، أنعم يا رب بمسرتك على صهيون، ولتبن أسوار أورشليم. حينئذ تسر بذبائح البر قربانا ومحرقات ويقربون على مذابحك العجول. هلليلويا.
قوموا يا بني النور
¨  قوموا يا بني النور لنسبح رب القوات، لكي ينعم علينا بخلاص نفوسنا، عندما نقف أمامك جسديا انزع من عقولنا نوم الغفلة. أعطنا يا رب يقظة لكي نفهمَ كيف نقف أمامك وقت الصلاة، ونرسلَ لك إلي فوقُ التمجيدَ اللائق، ونفوزَ بغفران خطايانا الكثيرة. (المجد لك يا محب البشر)
¨  ها باركوا الرب يا عبيد الرب، القائمين في بيت الرب، في ديار إلهنا. في الليالي ارفعوا أيديكم إلي القدس، وباركوا الرب. يبارككم الرب من صهيون، الذي خلق السماء والأرض. (المجد لك يا محب البشر)
¨  فلتدن وسيلتي قدامك يا رب، كقولك فهمني. فلتدخل طلبتي إلى حضرتك يا رب، ككلمتك أحيني. تفيض شفتاي السبح، إذا ما علمتني حقوقك. لساني ينطق بأقوالك، لأن جميع وصاياك عادلة. لتكن يدك لتخلصني لأنني اشتهيت وصاياك. اشتقت إلي خلاصك يا رب، وناموسك هو تلاوتي. تحيا نفسي وتسبحك، وأحكامك تعينني. ضللتُ مثل الخروف الضال، فاطلب عبدك، فإني لوصاياك لم أنسَ.
المجد للآب والابن والروح القدس الآن وكل أوان وإلى دهر الدهور آمين. المجد للآب والابن والروح القدس، منذ الآن وإلى أبد الآباد كلها آمين. المجد لك يا محب البشر الصالح. السلام لأمك العذراء مع جميع قديسيك. المجد لك أيها الثالوث القدوس ارحمنا.
فليقم الله، وليتبدد جميع أعدائه، وليهرب من قدام وجهه كل مبغضي اسمه القدوس. وأما شعبك فليكن بالبركة ألوف ألوف وربوات ربوات، يصنعون إرادتك. يا رب افتح شفتي ولينطق فمي بتسبيحك. أمين. هلليلويا.

## بدء الصلاة
تسبحة الخدمة الأولى من نصف الليل المبارك، أقدمها للمسيح ملكي والهي، وأرجوه أن يغفر لي خطاياي.

### (المزمور الثالث)
يا رب لماذا كثر الذين يحزنونني، كثيرون قاموا علي. كثيرون يقولون لنفسي، ليس له خلاص بإلهه. أنت يا رب أنت هو ناصري، مجدي ورافع رأسي. بصوتي إلى الرب صرخت. فاستجاب لي من جبل قدسه.
أنا اضطجعت ونمت، ثم استيقظت لأن الرب ناصري. فلا أخاف من ربوات الجموع المحيطين بي القائمين على. قم يا رب خلصني يا إلهي، لأنك ضربت كل من يعاديني باطلا. أسنان الخطاة سحقتها. للرب الخلاص وعلى شعبه بركته. هلليلويا.

### (المزمور السادس)
يا رب لا تبكتني بغضبك، ولا تؤدبني بسخطك. ارحمني يا رب فإني ضعيف، اشفني يا رب فإن عظامي قد اضطربت ونفسي قد انزعجت جدا. وأنت يا رب فإلي متى؟ عد ونج نفسي، وأحيني من أجل رحمتك. لأنه ليس في الموت من يذكرك ولا في الجحيم من يعترف لك. تعبت في تنهدي. أعوم كل ليلة سريري، وبدموعي أبل فراشي. تعكرت من الغضب عيناي. شاخت من سائر أعدائي.
ابعدوا عنى يا جميع فاعلي الإثم. لأن الرب قد سمع صوت بكائي. الرب سمع تضرعي، الرب لصلاتي قبل، فليَخزَ وليضطرب جدا جميع أعدائي، وليرتدوا إلى ورائهم بالخزي سريعا جدا. هلليلويا.
```
===(المزمور الثاني عشر) ===
```

إلى متى يا رب تنساني؟ إلى الانقضاء؟ حتى متى تصرف وجهك عنى؟ إلى متى أردد هذه المشورات في نفسي، وهذه الأوجاع في قلبي النهار كله؟ إلى متى يرتفع عدوى علي؟ انظر واستجب لي يا ربي وإلهي. أنر عيني لئلا أنام نوم الموت، لئلا يقول عدوي: إني قد قويت عليه. الذين يحزنونني يتهللون إن أنا زللت. أما أنا فعلى رحمتك توكلت. يبتهج قلبي بخلاصك. أسبح الرب المحسنَ إلي، وأرتل لاسم الرب العلي. هلليلويا.
```
(المزمور التاسع والستون)
```

اللهم التفت إلى معونتي، يا رب أسرع وأعنى. ليَخزَ ويخجل طالبو نفسي، وليرتد إلى خلف ويخجل الذين يبتغون لي الشر. وليرجع بالخزي سريعا القائلون لي: نِعِمَّا نِعِمَّا. وليبتهج ويفرح بك جميع الذين يلتمسونك، وليقل في كل حين محبو خلاصك: فليتعظم الرب. وأما أنا فمسكين وفقير، اللهم أعنى. أنت معيني ومخلصي يا رب فلا تبطئ.هلليلويا.
```
(المزمور الخامس والثمانون)
```

أمل يا رب أذنك واستمعني، لأني مسكين وبائس أنا. احفظ نفسي لأني بار، يا إلهي خلص عبدك المتكل عليك. ارحمني يا رب، لأني إليك أصرخ اليوم كله. فرح نفس عبدك، لأني إليك يا رب رفعت نفسي. لأنك أنت يا رب صالح ووديع، ورحمتك كثيرة لكافة المستغيثين بك.
أنصت يا رب إلي صلاتي، وأصغ إلى صوت تضرعي. في يوم شدتي إليك صرختُ فأجبتني. فليس لك شبيه في الآلهة يا رب، ولا من يصنع كأعمالك. كل الأمم الذين خلقتهم يأتون ويسجدون أمامك يا رب، ويمجدون اسمك. لأنك أنت عظيم وصانع العجائب، أنت وحدك الإله العظيم.
اهدني يا رب إلى طريقك فأسلك في حقك، ليفرح قلبي عند خوفه من اسمك. أعترف لك أيها الرب إلهي من كل قلبي، وأمجد اسمك إلى الأبد. لأن رحمتك عظيمة على، وقد نجيت نفسي من الجحيم السفلي.
اللهم إن مخالفي الناموس قد قاموا علىّ ومجمع الأعزاء طلبوا نفسي، ولم يسبقوا أن يجعلوك أمامهم. وأنت أيها الرب الإله أنت رؤوف ورحيم. أنت طويل الروح، وكثير الرحمة وصادق. انظر إلي وارحمني. أعطِ عزة لعبدك، وخلص ابن أمتك. اصنع معي آية صالحة، ليرى ذلك مبغضي فيخزوا. لأنك أنت يا رب أعنتني وعزيتني. هلليلويا.
```
(المزمور التسعون)
```

الساكن في عون العَليّ، يستريح في ظل إله السماء. يقول للرب أنت هو ناصري وملجأي، إلهي فأتكل عليه. لأنه ينجيك من فخ الصياد، ومن كلمة مقلقة. في وسط منكبيه يظللك، وتحت جناحيه تعتصم، عدله يحيط بك كالسلاح. فلا تخشى من خوف الليل، ولا من سهم يطير في النهار. ولا من أمر يسلك في الظلمة، ولا من سقطة وشيطان الظهيرة. يسقط عن يسارك ألوف، وعن يمينك ربوات، وأما أنت فلا يقتربون إليك. بل بعينيك تتأمل، ومجازاة الخطاة تبصر.
لأنك أنت يا رب رجائي. جعلتَ العليَّ ملجأك. فلا تصيبك الشرور، ولا تدنو ضربة من مسكنك. لأنه يوصى ملائكته بك، ليحفظوك في سائر طرقك. وعلى أيديهم يحملونك، لئلا تعثر بحجر رجلك. تطأ الأفعى وملكَ الحيات، وتسحق الأسد والتنين. لأنه على أتكل فأنجيه، أرَفعه (أستره) لأنه عرف اسمي. يدعوني فأستجيب له. معه أنا في الشدة، أنقذه وأمجده. ومن طول الأيام أشبعه، وأريه خلاصي. هلليلويا. (المزمور المائة والسادس عشر)
سبحوا الربَّ يا جميع الأمم ولتباركه كافة الشعوب. لأن رحمته قد ثبتت علينا وحق الرب يدوم إلى الأبد هلليلويا.
```
(المزمور المائة والسابع عشر)
```

اعترفوا للرب لأنه صالح وأن إلى الأبد رحمته. ليقل بيت إسرائيل إنه صالح وإن إلى الأبد رحمته. ليقل بيت هارون إنه صالح وإن إلى الأبد رحمته. ليقل أتقياء الرب إنه صالح وإن إلى الأبد رحمته.
في ضيقتي صرختُ إلى الرب، فاستجاب لي وأخرجني إلى الرحب. الرب عوني فلا أخشى ماذا يصنع بي الإنسان. الرب لي معين وأنا أرى بأعدائي. الاتكال على الرب خير من الاتكال على البشر، الرجاء بالرب خير من الرجاء بالرؤساء. كل الأمم أحاطوا بي وباسم الرب انتقمتُ منهم. أحاطوا بي احتياطا واكتنفوني، وباسم الرب قهرتهم. أحاطوا بي مثل النحل حول الشهد، والتهبوا كنار في شوك، وباسم الرب انتقمت منهم. دفعتُ لأسقطَ والرب عضدني. قوتي وتسبحتي هو الرب وقد صار لي خلاصا. صوت التهليل والخلاص في مساكن الأبرار. يمين الرب صنعت قوة، يمين الرب رفعتني، يمين الرب صنعت قوة. فلن أموتَ بعدُ، بل أحيا وأحدث بأعمال الرب. تأديبا أدبني الرب وإلى الموت لم يُسْلِمْني.
افتحوا لي أبواب البر لكي أدخل فيها وأعترفَ للرب. هذا هو باب الرب والصديقون يدخلون فيه. أعترف لك يا رب لأنك استجبت لي وكنت لي مخلصا. الحجر الذي رذله البناءون هذا صار رأسا للزاوية. من قبل الرب كان هذا وهو عجيب في أعيننا.
هذا هو اليوم الذي صنعه الرب. فلنبتهج ونفرح فيه. يا رب خلصنا. يا رب سهل طريقنا. مبارك الآتي باسم الرب. باركناكم من بيت الرب. الله الرب أضاء علينا. رتبوا عيدا في الواصلين إلى قرون المذبح. أنت هو إلهي فأشكرك، إلهي أنت فأرفعك. أعترف لك يا رب، لأنك استجبت لي وصرت لي مخلصا. اشكروا الرب فإنه صالح وأن إلى الأبد رحمته هلليلويا
```
(المزمور المائة والثامن عشر)
```

```
(1) طوباهم الذين بلا عيب في الطريق، السالكون في ناموس الرب. طوباهم الذين يفحصون عن شهاداته، ومن قلوبهم يطلبونه، لأن صانعي الإثم لم يهووا أن يسلكوا في سبله. أنت أمرت أن تحفظ وصاياك جدا، فيا ليت طرقي تستقيم إلى حفظ حقوقك. حينئذ لا أخزى إذا ما اطلعت على جميع وصاياك. أشكرك يا رب باستقامة قلبي، إذ عرفت أحكام عدلك. حقوقك أحفظ، فلا ترفضني إلى الغاية. (ذكصاسي فيلا نيثروبي... المجد لك يا محب البشر)
(2) بماذا يقوم الشاب طريقه؟ بحفظه أقوالك. من كل قلبي طلبتك، فلا تبعدني عن وصاياك أخفيت أقوالك في قلبي لكي لا أخطئ إليك. مبارك أنت يا رب علمني حقوقك. بشفتي أظهرت كل أحكام فمك، وفرحت بطريق شهاداتك كما بكل غنى. بوصاياك أتكلم وأتفهم في طرقك، بفرائضك ألهج، ولا أنسى كلامك. (ذكصاسي…)
(3) كافئ عبدك فأحيا وأحفظ أقوالك. اكشف عن عيني فـأرى عجائب من ناموسك. غريب أنا في الأرض فلا تخفِ عنى وصاياك. اشتاقت نفسي إلى اشتهاء أحكامك في كل حين. إنك انتهرت المتكبرين الملاعين الذين حادوا عن وصاياك. انزع عنى العار والخزي فإني لشهاداتك ابتغيتُ. جلس الرؤساء وتقاولوا على، أما عبدك فكان يهتمُ بحقوقك، لأن شهاداتك هي درسي وحقوقك هي مشورتي (ذكصاسي…).
(4) لصقت بالتراب نفسي فأحيني ككلمتك. أخبرت بطرقك فاستجب لي. علمني حقوقك، وطريق عدلك فهمني، فألهج في عجائبك. ذبلت نفسي من الحزن، فثبتني في أقوالك. طريق الظلم أبعد عنى وبناموسك ارحمني. إني اخترت طريق الحق وأحكامك لم أنس. لصقتُ بشهاداتك يا رب فلا تخزني. في طريق وصاياك سعيتُ عندما وسعتَ قلبي (ذكصاسي...).
```

```
(5) ضع لي يا رب ناموسا في طريق حقوقك فأتبعَه كل حين. فهمني فأبحث عن ناموسك وأحفظه بكل قلبي. اهدني في سبيل وصاياك فإني إياها هويت. أمل قلبي إلى شهاداتك لا إلى الظلم. اردد عيني لئلا تعاينا الأباطيل، وفي سبلك أحيني. ثبت قولك لعبدك في خوفك، وانزع عنى العار الذي حَذِرْتُ منه، فإن أحكامك حلوة. ها أنذا قد اشتهيتُ وصاياك، فأحيني ببرك (ذكصاسي...).
(6) لتأت عليّ رحمتك يا رب وخلاصك كقولك. فأجيب معيري بكلمة. لأني اتكلت على أقوالك، لا تنزع من فمي قول الحق، لأني توكلت على أحكامك، واحفظ شريعتك في كل حين، إلى الأبد وإلى مدى الدهر. كنتُ أسلك في السعة لأني لوصاياك ابتغيتُ. وتكلمت بشهاداتك قدام الملوك ولم أخزَ. ولهجتُ بوصاياك التي أحببتُها جدا، ورفعت يدي إلى وصاياك التي وددتُها جدا. وتأملتُ فرائضك. (ذكصاسي...).
(7) اذكر لعبدك كلامك الذي جعلتني عليه أتكل. هذا الذي عزاني في مذلتي. لأن قولك أحياني. إن المتكبرين تجاوزوا الناموس إلى الغاية، أما أنا فعن ناموسك لم أمِل. تذكرتُ أحكامك يا رب منذ الدهر فتعزيتُ. الكآبة ملكتني من أجل الخطاة الذين تركوا ناموسك. حقوقك كانت لي مزاميرَ في موضع غربتي. ذكرتُ في الليل اسمك يا رب، وحفظت شريعتك. هذا صار لي لأني طلبت حقوقك. (ذكصاسي...).
(8) نصيبي أنت يا رب فقلت أن أحفظ وصاياك. ترضيت وجهك بكل قلبي، فارحمني كقولك. لأني تفكرت في طرقك ورددت قدمي إلى شهاداتك. تهيأت ولم أتوانَ لحفظ وصاياك. رباطات الخطاة التفت على، أما شريعتك فلم أنسَها. في نصف الليل نهضت لأشكرك على أحكام عدلك. شريك أنا لكل الذين يخافونك، وللحافظين وصاياك. من رحمتك يا رب امتلأت الأرضُ فعلمني عدلك (ذكصاسي...).
(9) خيرا صنعتَ مع عبدك يا رب حسب قولك، صلاحا وأدبا ومعرفة، علمني فإني قد صدقت وصاياك. قبل أن أتواضع أنا تكاسلتُ. فلهذا حفظتُ كلامك. صالح أنت يا رب فبصلاحك علمني حقوقك. كثر عليّ ظلم المتكبرين، وأنا بكل قلبي أبحث عن وصاياك. تجبن مثل اللبن قلبهم، وأنا لهجت بناموسك. خير لي أنك أذللتني حتى أتعلمَ حقوقك. ناموس فمك خير لي من ألوف ذهب وفضة (ذكصاسي...).
```

```
(10) يداك صنعتاني وجبلتاني. فهمني فأتعلم وصاياك. الذين يخافونك يبصرونني ويفرحون، لأني بكلامك وثقت. قد علمتُ يا رب أن أحكامك عادلة وبحق أذللتني. فلتأتِ عليّ رحمتك لتعزيني، نظير قولك لعبدك. لتأتني رأفتك فأحيا فإن ناموسك هو درسي. وليخز المتكبرون لأنهم خالفوا الشرع عليّ ظلما، وأنا كنت مثابرا على وصاياك. وليرجع إليّ الذين يتقونك ويعرفون عجائبك، وليصر قلبي بلا عيب في عدلك لكي لا أخزي (ذكصاسي...).
(11) تاقت نفسي إلى خلاصك وعلى كلامك توكلت. كلت عيناي من انتظار أقوالك قائلتين: متى تعزيني ؟ صرتُ مثل زق في جليد ولحقوقك لم أنس. كم هي أيام عبدك ؟ متى تجري لي حكما على الذين يضطهدونني؟ تكلم معي مخالفو الناموس بكلام هذيان، لكن ليس كناموسك يا رب، لأن كل وصاياك هي حق. وبظلم قد طردوني فأعني؟ كادوا يفنونني على الأرض، أما أنا فلم أترك وصاياك. حسب رحمتك أحيني فأحفظ شهادات فمك (ذكصاسي...).
(12) يا رب كلمتك دائمة في السموات إلى الأبد، وإلى جيل فجيل حقك. أسست الأرض فهي ثابتة بأمرك، والنهار أيضا ثابت. لأن كل الأشياء متعبدة لك. لو لم تكن شريعتك تلاوتي لهلكتُ حينئذ في مذلتي. وإلى الدهر لا أنسى وصاياك لأنك بها أحييتني يا رب. لك أنا فخلصني يا رب، لأني لوصاياك طلبتُ. إياي انتظر الخطاة ليهلكوني، ولشهاداتك فهمت. لكل تمام رأيت منتهى أما وصاياك فواسعة جدا (ذكصاسي...).
(13) محبوب هو اسمك يا رب، فهو طولَ النهار تلاوتي. علمتني وصاياك أفضل من أعدائي، لأنها ثابتة لي إلى الأبد. أكثر من جميع الذين يعلمونني فهمتُ، لأن شهادتك هي درسي. أكثر من الشيوخ فهمتُ، لأني طلبتُ وصاياك. من كل طريق خبيث منعتُ رجليّ لكي أحفظ كلامك. عن كلامك لم أحد، لأنك وضعتَ لي ناموسا. إن كلماتك حلوة في حلقي، أفضل من العسل والشهد في فمي. من وصاياك تفطنتُ، فلهذا أبغضت كل طرق الظلم. (لأنك وضعتَ لي ناموسا) (ذكصاسي...).
(14) مصباح لرجلي كلامك ونور لسبلي. حلفت فأقمت على حفظ أحكام عدلك. تذللت جدا إلى الغاية يا رب، أحيني كقولك. تعهدات فمي باركها يا رب، وأحكامك علمني. نفسي في يديك كل حين، وناموسك لم أنسَ، أخفى الخطاة لي فخا، ولم أضل عن وصاياك. ورثت شهاداتك إلى الأبد، لأنها بهجة قلبي. عطفت قلبي لأصنع برك إلى الأبد (من أجل المكافأة) (ذكصاسي...).
(15) لمتجاوزي الناموس أبغضتُ ولناموسك أحببت. لأنك أنت معيني وناصري. وعلى كلامك توكلت. ابعدوا عني أيها الأشرار فأفحص عن وصايا إلهي. عضدني حسب قولك فأحيا ولا تخيب رجائي. أعني فأخلص، وأدرس في وصاياك كل حين. رذلتَ سائر الذين حادوا عن وصاياك لأن فكرهم ظلم. عصاة حسبتَ سائر خطاة الأرض، فلهذا أحببتُ شهاداتك في كل حين. سمر خوفك في لحمي لأني من أحكامك جزعتُ (ذكصاسي...).
(16) قد أجريتُ حكما وعدلا فلا تسلمني إلى الذين يظلمونني. كن لعبدك كفيلا في الخير، لئلا يجوزَ عليّ المتكبرون. عيناي قد ذبلتا من انتظار خلاصك وقول عدلك. اصنع مع عبدك حسب رحمتك، وحقوقك علمني. عبدك أنا، فهمني فأعرف شهاداتك. إنه وقتٌ يعمل فيه للرب، لأنهم قد نقضوا ناموسك. لأجل هذا أحببتُ وصاياك أفضل من الذهب والجوهر، ولأجل هذا بازاء كل وصاياك تقومتُ، وكل طريق ظلم أبغضتُ (ذكصاسي...).
(17) عجيبة هي شهاداتك لذلك حفظتها نفسي. إعلان أقوالك ينير لي، ويفهم الأطفال والصغار. فتحت فهمي واجتذبتُ لي روحا، لأني لوصاياك اشتقتُ. انظر إليّ وارحمني كرحمتك للذين يحبون اسمك. قوم خطواتي كقولك فلا يتسلط على أيُّ إثم. أنقذني من ظلم الناس فأحفظ وصاياك. أضئ بوجهك على عبدك وعلمني حقوقك. غاصت عيناي في مجاري المياه، لأنهم لم يحفظوا ناموسك. (ذكصاسي...).
(18) عادل أنت يا رب وقضاؤك مستقيم. أوصيتَ كثيرا بالعدل والحق الذين هما شهاداتك. غيرة بيتك أكلتني، لأن أعدائي نسوا وصاياك. ممحص قولك جدا، وعبدك أحبه. صغيرٌ أنا ومرذول وحقوقك لم أنسَ. عدلك حق هو إلى الأبد، وكلامك حق هو. ضيق وشدة أدركاني، ووصاياك هي درسي. عادلة هي شهاداتك إلى الأبد. فهمني فأحيا (ذكصاسي...).
(19) صرخت من كل قلبي، فاستجب لي يا رب. إني أبتغي حقوقك. صرختُ إليك فخلصني، لأحفظ شهاداتك. سبقتُ وقمتُ قبل الوقتِ وصرخت، وعلى كلامك توكلتُ. سبقتْ عيناي وقت السحَر، لأتلو في جميع أقوالك، فاسمع صوتي يا رب كرحمتك، وبحسب أحكامك أحيني. اقترب بالإثم الذين يطردونني، وعن ناموسك ابتعدوا. قريب أنت يا رب، وكل وصاياك حق هي. منذ البدء عرفتُ من شهاداتك أنك إلى الدهر أسستها (ذكصاسي...).
(20) انظر إلى مذلتي وأنقذني، فإني لم أنس ناموسك. احكم لي في دعواي ونجني. من أجل كلامك أحيني. بعيد هو الخلاص عن الخطاة، لأنهم لم يطلبوا حقوقك. رأفتك كثيرة جدا يا رب. حسب أحكامك أحيني. كثيرون هُمُ الذين يضطهدونني ويحزنونني، وعن شهاداتك لم أجنح. رأيت الذين لا يفهمون فاكتأبت، لأنهم لأقوالك لم يحفظوا. انظر يا رب، فإني أحببت وصاياك. برحمتك يا رب أحيني. بدء كلامك حقٌ، وإلي الأبد كل أحكام عدلك (ذكصاسي...).
(21) الرؤساء اضطهدوني بلا سبب. من أقوالك جزع قلبي. أبتهج أنا بكلامك كمن وجد غنائمَ كثيرة. أبغضتُ الظلم ورذلته، أما ناموسك فأحببته. سبع مرات في النهار سبحتك على أحكام عدلك. فليكن سلام عظيم للذين يحبون اسمك، وليس لهم شك. توقعتُ خلاصك يا رب ووصاياك أحببتها. حفظتْ نفسي شهاداتك وأحببتها جدا. حفظتُ وصاياك وشهاداتك، وكل طرقي أمامك يا رب. (ذكصاسي...).
(22) فلتدن وسيلتي قدامك يا رب، كقولك فهمني. فلتدخل طلبتي إلى حضرتك يا رب، ككلمتك أحيني. تفيض شفتاي السبح إذا ما علمتني حقوقك. لساني ينطق بأقوالك لأن جميع وصاياك عادلة. لتكن يدك لخلاصي لأنني اشتهيت وصاياك. اشتقتُ إلى خلاصك يا رب، وناموسك هو تلاوتي. تحيا نفسي وتسبحك، وأحكامك تعينيني. ضللت مثل الخروف الضال، فاطلب عبدك، فإني لوصاياك لم أنسَ هللويا.
```

/ (إنجيل متى 25: 1-13) |
\
حينئذٍ، يشبه ملكوت السموات عشر عذارى أخذن مصابيحهن وخرجن لاستقبال العريس. خمس منهن كن جاهلات وخمس حكيمات. فأخذت الجاهلات مصابيحَهن ولم يأخذن معهن زيتا. وأما الحكيمات فأخذن زيتا في آنيتهن مع مصابيحهن. ولما أبطأ العريس نعسن كلهن ونمن. ولما انتصف الليل صار صراخ: هوذا العريس قد أقبل فقمن وأخرجن للقائه. حينئذ قامت أولئك العذارى جميعا وزينَّ مصابيحهن. فقالت الجاهلات للحكيمات أعطيننا من زيتكن فإن مصابيحنا تنطفئ. فأجابت الحكيمات قائلات: لعله لا يكفينا وإياكن، فاذهبن بالحري إلى الباعة وابتعن لكن. فلما ذهبن ليبتعن جاء العريس والمستعدات دخلن معه إلى العرس وأغلِق الباب. وأخيرا جاءت بقية العذارى أيضا قائلات: ربنا ربنا افتح لنا. أما هو فأجاب وقال: الحق أقول لكن إني لا أعرفكن. فاسهروا إذن لأنكم لا تعرفون اليوم ولا الساعة التي يأتي فيها ابن الإنسان (والمجد لله دائما)
القطع
¨  ها هو ذا العريس يأتي في نصف الليل، طوبى للعبد الذي يجده مستيقظا. أما الذي يجده متغافلا، فإنه غير مستحق المضي معه. فانظري يا نفسي لئلا تثقلي نوما، فتلقي خارج الملكوت. بل اسهري واصرخي قائلة: قدوس قدوس قدوس أنت يا الله، من أجل والدة الإله ارحمنا (ذوكصابترى).
¨  تفهمي يا نفسي ذلك اليومَ الرهيب واستيقظي، وأضيئي مصباحك بزيت البهجة. لأنك لا تعلمين متى يأتي نحوك الصوت القائل: ها هو ذا العريس قد أقبل. فانظري يا نفسي لا تنعسي، لئلا تقفي خارجا قارعة مثل الخمس العذارى الجاهلات، بل اسهري متضرعة لكي تلتقي المسيح الرب بدهن دسم، وينعم عليك بعرس مجده الإلهي الحقيقي (كي نين).
¨  أنت هي سور خلاصنا يا والدة الإله العذراء الحصن المنيع غير المنثلم أبطلي مشورة المعاندين، وحزن عبيدك رديه إلى فرح وحصني مدينتنا (ديرنا) وعن ملوكنا (رؤسائنا) حاربي، وتشفعي عن سلام العالم، لأنك أنت هي رجاؤنا يا والدة الإله (كي نين).
¨  أيها الملك السمائي المعزى، روح الحق، الحاضر في كل مكان والمالئ الكل، كنز الصالحات، ومعطى الحياة، هلم تفضل وحل فينا، وطهرنا من كل دنس أيها الصالح، وخلص نفوسنا. (ذوكصابترى …).
¨  كما كنت تلاميذك أيها المخلص وأعطيتهم السلام، هلم أيضا كن معنا وامنحنا سلامك وخلصنا ونج نفوسنا. (كى نين..)
¨    إذا ما وقفنا في هيكلك المقدس نحسب كالقيام في السماء. يا والدة الإله، أنت هي باب السماء، افتحي لنا باب الرحمة.
كيري ليسون41 مرة

قدوس قدوس قدوس
قدوس، قدوس، قدوس، رب الصباؤوت. السماء والأرض مملوءتان من مجدك وكرامتك. ارحمنا يا الله الآب ضابط الكل. أيها الثالوث القدوس ارحمنا. أيها الرب إله القوات كن معنا، لأنه ليس لنا معين في شدائدنا وضيقاتنا سواك.
حل واغفر واصفح لنا يا الله عن سيئاتنا، التي صنعناها بإرادتنا والتي صنعناها بغير إرادتنا، التي فعلناها بمعرفة والتي فعلناها بغير معرفة، الخفية والظاهرة. يا رب اغفرها لنا، من أجل اسمك القدوس الذي دعي علينا. كرحمتك يا رب وليس كخطايانا.
واجعلنا مستحقين أن نقول بشكر: أبانا الذي في السموات..